# Ессекс (Меріленд)
Ессекс (англ. Essex) — переписна місцевість (CDP) в США, в окрузі Балтимор штату Меріленд. Населення — 40 505 осіб (2020).

## Географія
Ессекс розташований за координатами 39°18′18″ пн. ш. 76°26′49″ зх. д. / 39.30500° пн. ш. 76.44694° зх. д. (39.304969, -76.447076).  За даними Бюро перепису населення США в 2010 році переписна місцевість мала площу 30,80 км², з яких 23,98 км² — суходіл та 6,83 км² — водойми.

## Демографія
Згідно з переписом 2010 року, у переписній місцевості мешкали 39 262 особи в 15 511 домогосподарстві у складі 9967 родин. Густота населення становила 1275 осіб/км².  Було 16635 помешкань (540/км²).
Расовий склад населення:
| - 66,4 % — білих - 26,4 % — чорних або афроамериканців - 1,8 % — азіатів - 0,5 % — корінних американців - 1,8 % — осіб інших рас |

До двох чи більше рас належало 3,0 %. Частка іспаномовних становила 5,1 % від усіх жителів.
За віковим діапазоном населення розподілялося таким чином: 23,6 % — особи молодші 18 років, 63,3 % — особи у віці 18—64 років, 13,1 % — особи у віці 65 років та старші. Медіана віку мешканця становила 37,0 року. На 100 осіб жіночої статі у переписній місцевості припадало 91,6 чоловіків;  на 100 жінок у віці від 18 років та старших — 87,9 чоловіків також старших 18 років.
Середній дохід на одне домашнє господарство  становив 61 773 долари США (медіана — 48 434), а середній дохід на одну сім'ю — 72 439 доларів (медіана — 61 399). Медіана доходів становила 47 554 долари для чоловіків та 37 276 доларів для жінок. За межею бідності перебувало 13,8 % осіб, у тому числі 18,9 % дітей у віці до 18 років та 10,0 % осіб у віці 65 років та старших.
Цивільне працевлаштоване населення становило 17 595 осіб. Основні галузі зайнятості: освіта, охорона здоров'я та соціальна допомога — 23,5 %, роздрібна торгівля — 13,5 %, будівництво — 9,8 %, мистецтво, розваги та відпочинок — 8,9 %.